# Triplet del Lleó
El Triplet del Lleó (també conegut com el grup M66) és un petit grup de galàxies que es troba a una distància de prop de 35 milions d'anys llum a la constel·lació del Lleó. Aquest grup de galàxies està format per les galàxies espirals M65, M66, i la NGC 3628.

## Membres
La següent taula presenta un llistat de galàxies que han estat identificades com a membres del grup al catàleg de galàxies properes ‘’Nearby Galaxies Catalog’’, al ‘’Lyons Groups of Galaxies'’ (LGG)>
, i la llista creada a partir del ‘’Nearby Optical Galaxy sample’’ de Giuricin i cols.
| Name     | Tipus    | a.r. (J2000.0) | Dec. (J2000.0) | Redshift (km/s) | Magnitud aparent |
| -------- | -------- | -------------- | -------------- | --------------- | ---------------- |
| M65      | SAB(rs)a | 11h 18m 56.0s  | +13° 05′ 32″   | 807 ± 3         | 10.3             |
| M66      | SAB(s)b  | 11h 20m 15.0s  | +12° 59′ 30″   | 727 ± 3         | 9.7              |
| NGC 3628 | SAb pec  | 11h 20m 17.0s  | +13° 35′ 23″   | 843 ± 1         | 14.0             |

Algunes de les referències citades anteriorment indiquen que una o més galàxies properes també podrien ser membres del grup. NGC 3593 s'ha considerat algunes vegades com a part d'aquest grup.

## Grups propers
El grup M96 està situat al costat del Triplet del Lleó. These two groups may actually be separate parts of a much larger group,
and some group identification algorithms actually identify the Leo Triplet at part of the M96 Group.